# Leonardo (TV-serie)
Leonardo är en historisk och biografisk dramaserie från 2021 som hade premiär i mars 2021. Första säsongen består av åtta avsnitt. Serien är skapad av Frank Spotnitz och Steve Thompson som även medverkat i manusskrivandet. Serien som är baserad på Leonardo da Vincis liv har fått förnyat kontrakt för en andra säsong.

## Handling
Serien kretsar kring uppfinnaren och konstnären Leonardo da Vinci och hans liv och handlar även om ett mordmysterium.

## Rollista i urval
- Aidan Turner - Leonardo da Vinci.
- Matilda De Angelis - Caterina da Cremona
- James D'Arcy - Ludovico Sforza
- Alessandro Sperduti - Tommaso Masini
- Robin Renucci - Piero da Vinci
- Andrew Knott - Alfonso
- Giancarlo Giannini - Andrea del Verrocchio
- Freddie Highmore - Stefano Giraldi